# Kostaq Kota
Kostaq Kotta o Koço Kotta (Korçë, 1889 – Burrel, 1949) fue un político albanés y dos veces primer ministro durante el reinado de Zog I, quién tomó una postura pro-italiana de derecha.
Durante su primer período,  introdujo una serie de códigos civiles, inspirados en el modelo napoleónico. Fue miembro del gabinete de Mustafa Merlika-Kruja en 1941.
Fue arrestado en diciembre de 1944 y fue condenado a cadena perpetua por los comunistas albaneses de la Corte Especial, en la primavera de 1945. Falleció en la prisión de Burrel en 1947.